# Wapen van Barradeel

Het wapen van de voormalige gemeente Barradeel.

Het wapen van Barradeel werd op 25 maart 1818 aan de gemeente Barradeel toegekend. Het wapen werd tot 1984 gebruikt toen de gemeente in de gemeentes Het Bildt, Franekeradeel en Harlingen opging. Het grootste deel ging op in Franekeradeel, een deel van dit wapen is ook opgegaan in het wapen van Franekeradeel. Sinds 2018 maakt het gebied deel uit van de gemeente Waadhoeke.

## Geschiedenis
De gemeente Barradeel verkreeg haar eerste wapen tussen 1622 en 1661. Toen bestond het paalwerk nog uit vijf palen, symbool voor het waterschap De 5 Deelen. In het begin werd de korenschoof ook wel boven de dijk afgebeeld. De korenschoof staat symbool voor het achter de dijk gelegen land. Het wapen staat symbool voor de lokale geografische situatie: het land, de dijk en de zee. De dijk was vroeger van hout.

## Blazoen
Dwars doorsneden met een dijk van paalwerk op dewelk rustende is een koornschoof van goud, het bovenste gedeelte des schilds verbeeldende eene hemelsblaauwe lucht, in het benedenste gedeelte des schilds een stille zee.
Het schild is horizontaal opgedeeld door een bruine dijk van palen. Op deze dijk staat een goudkleurige korenschoof. Het schildhoofd is geheel blauw en staat symbool voor een hemelsblauwe lucht. De schildvoet staat symbool voor een rustige zee.
Het wapen wordt gekroond door een oude Franse markiezenkroon van drie bladeren met daartussen twee keer drie parels. Deze is niet vermeld in de beschrijving, maar wel aanwezig op de tekening.
Aengwirden
· Baarderadeel
· Barradeel
· Het Bildt
· Bolsward
· Boornsterhem
· Dokkum
· Dongeradeel
· Doniawerstal
· Ferwerderadeel
· Franeker
· Franekeradeel
· Gaasterland
· Gaasterland-Sloten
· Haskerland
· Hemelumer Oldeferd
· Hennaarderadeel
· Hindeloopen
· Idaarderadeel
· IJlst
· Kollumerland en Nieuwkruisland
· Leeuwarderadeel 
· Lemsterland
· Littenseradeel
· Menaldumadeel
· Nijefurd
· Oostdongeradeel
· Rauwerderhem
· Schoterland
· Skarsterlân
· Sloten
· Sneek
· Stavoren
· Utingeradeel
· Westdongeradeel
· Wonseradeel
· Workum
· Wymbritseradeel